# سانشیرو سوگاتا
داستان جودو (Judo Saga) (به ژاپنی: 姿三四郎) که تحت نام سانشیرو سوگاتا نیز شناخته می‌شود، فیلمی ژاپنی به کارگردانی آکیرا کوروساوا است که در سال ۱۹۴۳ به صورت سیاه و سفید ساخته شد و نخستین فیلم این کارگردان مشهور می‌باشد.
در سال ۱۹۴۵ قسمت دوم این فیلم توسط کوروساوا ساخته شد.
نسخه اصلی این فیلم از میان رفته‌است؛ و به صورت ناقص (۷۰ دقیقه) موجود می‌باشد.

## دنباله‌ها
از سال ۱۹۵۵، پنج فیلم دیگر بر پایه این اثر کوروساوا ساخته شد:
- سوگاتا سانشیرو (۱۹۵۵) – شیگئو تاناکا
- سوگاتا سانشیرو (۱۹۶۵) – سئیچیرو اوچیکاوا
- نین کیو یاوارا ایچیدای (۱۹۶۶) – سادائو ناکاجیما
- سوگاتا سانشیرو (۱۹۷۰) – کیونیو واتانابه
- سوگاتا سانشیرو (۱۹۷۷) – کیهاچی اوکاموتو

## بازیگران
- سوسومو فوجیتا در نقش سانشیرو سوگاتا